# Paweł Roziński
Paweł Roziński (ur. 11 lipca 1987 w Słupsku) – polski lekkoatleta specjalizujący się w rzucie oszczepem.
Siódmy zawodnik mistrzostw Europy juniorów w Kownie (2005).
Medalista mistrzostw Polski seniorów ma w dorobku dwa srebrne medale (Bielsko-Biała 2010 i Bielsko-Biała 2012) i jeden brązowy medal (Szczecin 2014). Trzykrotnie w karierze stawał na podium młodzieżowych mistrzostw Polski (zdobył srebro w 2009 oraz brąz w 2007 i 2008). W 2005 był mistrzem Polski juniorów.
Rekord życiowy: 79,00 (24 maja 2014, Postomino). 

## Osiągnięcia
| Rok  | Impreza                          | Miejsce               | Lokata     | Wynik |
| ---- | -------------------------------- | --------------------- | ---------- | ----- |
| 2005 | Mistrzostwa Europy juniorów      | Kowno                 | 7. miejsce | 68,35 |
| 2008 | Mecz młodzieżowców Niemcy-Polska | Rostock               | 1. miejsce | 72,90 |
| 2013 | Zimowy puchar Europy w rzutach   | Castellón de la Plana | 4. miejsce | 78,90 |